# Jacqueline Hill
 (novembre 2017).
Si vous disposez d'ouvrages ou d'articles de référence ou si vous connaissez des sites web de qualité traitant du thème abordé ici, merci de compléter l'article en donnant les références utiles à sa vérifiabilité et en les liant à la section « Notes et références ».
Pour les articles homonymes, voir Hill.
Jacqueline Hill, née le 17 décembre 1929 à Birmingham au Royaume-Uni et morte le 18 février 1993, est une actrice britannique. Elle est principalement connue pour son rôle de Barbara Wright dans la série télévisée anglaise Doctor Who.
Aux côtés de William Hartnell, William Russell et Carole Ann Ford, elle faisait partie de la toute première distribution et reste dans la série durant deux années.

## Carrière
Ayant suivi des cours à la Royal Academy of Dramatic Art de Londres, Jacqueline Hill fait ses débuts en 1955, dans le film The Shrike et enchaine les petits rôles à la télévision dans des séries comme Shop Window, Fabian of the Yard ou dans l'adaptation télévisuelle de Un ennemi du peuple. En 1957 elle tourne pour la BBC une adaptation du scénario de Rod Serling, Requiem pour un champion sous le titre Blood Money. Elle y recommande alors un acteur de sa connaissance, Sean Connery afin de jouer le rôle principal, et se marie en 1958 avec le réalisateur du téléfilm Alvin Rakoff.
En 1963, elle fait connaissance dans une soirée de la productrice Verity Lambert qui cherche un rôle d'institutrice pour sa nouvelle série Doctor Who. Elle est auditionnée et commence le 27 septembre 1963 le tournage de l'épisode An Unearthly Child. Elle y joue le rôle de Barbara Wright, une institutrice, qui à la suite d'une série de quiproquos, est embarqués dans le TARDIS, en compagnie d'un autre professeur Ian Chesterton, de l'une de ses élèves Susan Foreman et d'un mystérieux Docteur. Elle garde ce rôle pendant deux ans avant de partir de la série en même temps que son camarade William Russell qui jouait le rôle de Ian.
Peu de temps après avoir abandonné la série en 1965, Jacqueline Hill s'arrête de tourner pour s'occuper de sa famille, sa fille Sasha et son fils John. Elle reprend toutefois sa carrière en 1978 et réapparait dans des séries comme Bizarre, bizarre ou dans une version télévisée de Roméo et Juliette. Hill réapparait brièvement dans l'épisode Meglos de Doctor Who, jouant alors le rôle de la prétresse Lexa.
Jacqueline Hill meurt d'un cancer du sein en 1993.